# Joseph Lambroschini
Pour les articles homonymes, voir Lambroschini.
Joseph Lambroschini est un diplomate français né le 22 juillet 1913 à Toulon et mort le 30 mai 1993 à Ajaccio.

## Biographie
Joseph Lambroschini est le fils de Hyacinthe Ignace Napoléon Lambroschini, second maître torpilleur de première classe de la Royale.
Mentionné dès février 1943 comme membre des Forces françaises libres, il est intégré en mai 1943 au réseau Gallia par Henri Gorce-Franklin et Jacques Elmaleh
Le 10 mai 1944, sous le nom de code de « Nizier », il prend le commandement des forces de la Résistance de la Haute-Savoie qui libèrent Annecy le 20 août 1944,.
Il est nommé chevalier de la Légion d’honneur en qualité de lieutenant-colonel de la Résistance par décret du 25 février 1946.
En 1947, expulsé de Moscou où il recensait les prisonniers Alsaciens et Lorrains, il part comme consul de France au Liberia (Monrovia).
Il est nommé consul de France au Maroc en 1957 (Beni-Mellal puis Khouribga), puis à Madagascar en 1959 (Tananarive), enfin consul général en Somalie à (Mogadiscio).
Le 24 juillet 1959, il est promu au grade d'officier de la Légion d'honneur en qualité de secrétaire des affaires étrangères.
Consul de France en République du Congo en 1960 (Léopoldville), il devient consul à Élisabethville, au Katanga sécessionniste.
Consul général en Algérie le 24 août 1961 (Sidi Bel-Abbès), de 1962 à 1963 à Constantine, il prend le poste de consul général au Vietnam à Saïgon en août 1964.
Ambassadeur de France en Bolivie (La Paz), depuis mars 1968, il participe en 1970 aux négociations pour la libération de Régis Debray. Il est ensuite nommé ambassadeur de France à Ceylan devenu le Sri Lanka (à Colombo) en août 1971, ainsi que pour les Maldives (ambassade également située à Colombo) en novembre 1971.
Joseph Lambroschini devient conseiller des Affaires étrangères hors classe et ministre plénipotentiaire.